# Nothing Ever Hurt Like You
Nothing Ever Hurt Like You – piosenka brytyjskiego wokalisty Jamesa Morrisona, napisana przez niego samego oraz Barry'ego i Marka Taylora. Utwór pochodzi z drugiego albumu artysty Songs for You, Truths for Me i jest drugim singlem z tej płyty. Sam singiel został wydany tylko w Stanach Zjednoczonych, 23 września 2008 roku.

## Teledysk
Teledysk utworu miał premierę 15 listopada 2008 roku. Klip przedstawia Morrisona wykonującego "Nothing Ever Hurt Like You" razem ze swoim zespołem w studio z wielkimi lampami, oświetlającymi pomieszczenie.